# Human Research Facility 1

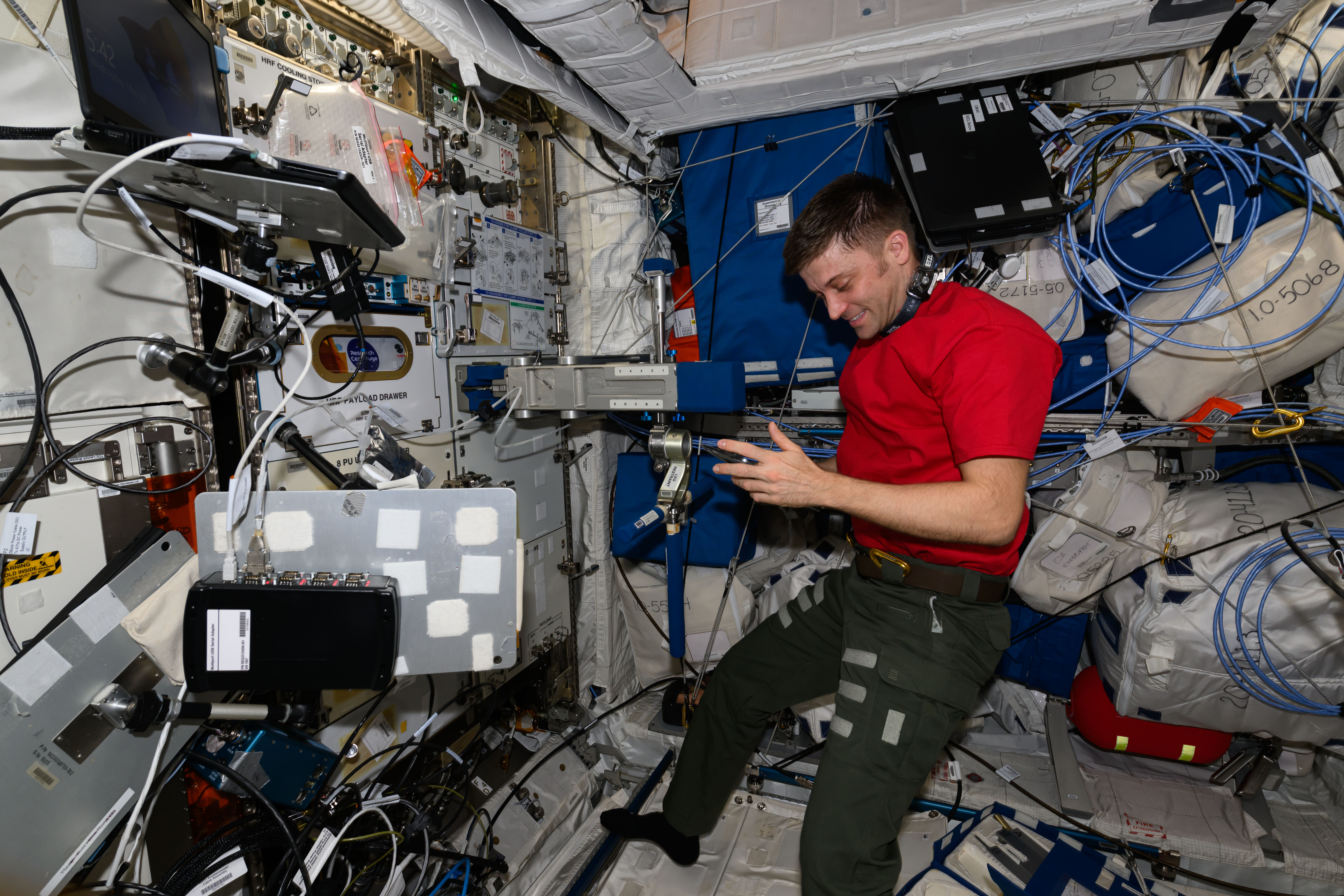
Matthew Dominick lavora al HRF-1 durante l'Expedition 71 (2024)

Human Research Facility 1 (HRF-1) è un laboratorio scientifico a bordo del modulo Columbus della Stazione Spaziale Internazionale (ISS), progettato per consentire agli scienziati di studiare gli effetti dei voli spaziali di lunga durata sul corpo umano. Grazie all'attrezzatura presente, come un ecografo clinico e un dispositivo per la misurazione della massa degli astronauti, gli scienziati possono raccogliere dati fisiologici, comportamentali e chimici essenziali per comprendere i cambiamenti indotti dall'ambiente spaziale.
Il modulo HRF-1 fu lanciato a bordo dello Space Shuttle Discovery durante la missione STS-102 l'8 marzo 2001.

## Descrizione
L'HRF-1 si basa sulla struttura International Standard Payload Rack (ISPR) ed è dotato di sezioni che servono alla distribuzione dell'alimentazione, gestione dei comandi e dei dati, aria e acqua per il raffreddamento, gas pressurizzati e vuoto agli esperimenti. 
Il sistema Avionics Air Assembly (AAA) che si interfaccia con il circuito di raffreddamento della ISS estrae il calore generato dai carichi utili e mantiene una temperatura ambientale stabile. Ogni carico utile del rack può utilizzare fino a 2000 W di potenza di raffreddamento. HRF-1 è collegato ai servizi video della ISS e alla rete Ethernet, consentendo il controllo remoto dei carichi utili sia dall'equipaggio che dal centro di controllo a terra. L'equipaggio a bordo esegue controlli periodici di tutte le connessioni e apparecchiature del rack ed esegue operazioni sui carichi utili quando necessario.
I carichi utili di HRF-1 possono operare indipendentemente tra loro, senza dipendere da specifiche esigenze di raffreddamento o di alimentazione, né dalla programmazione dei voli. Il convertitore di potenza del HRF fornisce corrente continua a 120 V dal pannello di alimentazione della ISS al rack e la converte in 28 V DC per la distribuzione ai carichi utili. Il pannello frontale del rack è dotato di porte di accesso per il computer portatile, il sistema di vuoto e il sistema di erogazione dell'azoto.

### Componenti

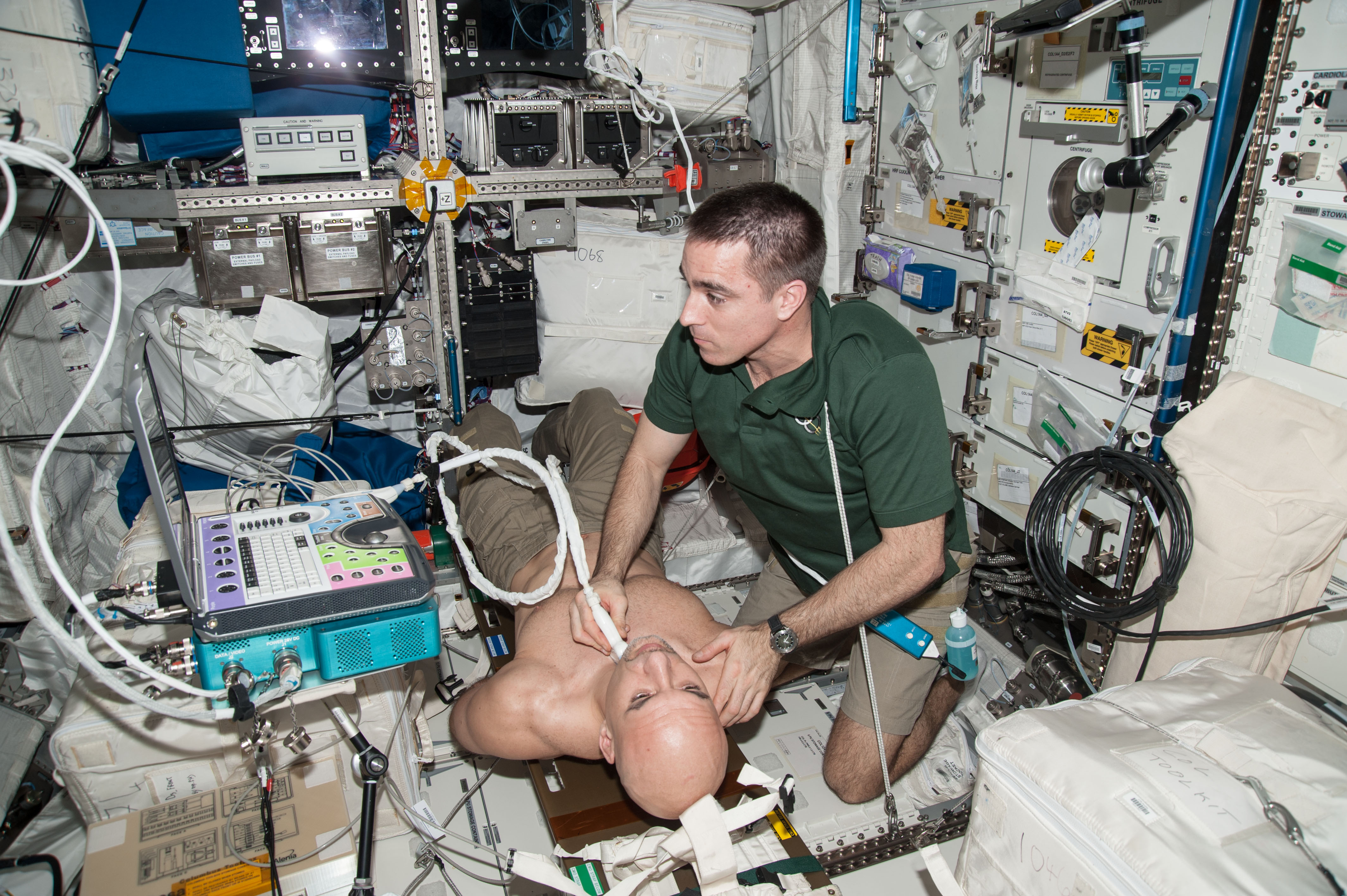
Chris Cassidy esegue un'ecografia a Luca Parmitano durante l'Expedition 36 (2013)

Il Human Research Facility 1 include i seguenti componenti:
- un ecografo che ospita apparecchiature ultrasuoni e Doppler per applicazioni di ricerca e diagnostica. Fornisce immagini analogiche o digitali bidimensionali a colori che possono essere inviate a Terra per l'analisi.
- un computer portatile usato per gestire software di supporto agli esperimenti, controllare dispositivi, raccogliere dati, inserire note dell'equipaggio e inviare/ricevere dati da Terra.
- una workstation 2, un sistema computerizzato avanzato che consente l'installazione ed esecuzione di software di ricerca, raccolta e archiviazione dati, elaborazione video, supporto grafico e interfacciamento con il rack HRF-1.
- due sezioni di raffreddamento utilizzati per lo stoccaggio di attrezzature, queste sezioni mantengono una temperatura uniforme rimuovendo il calore generato dai carichi utili in funzione.

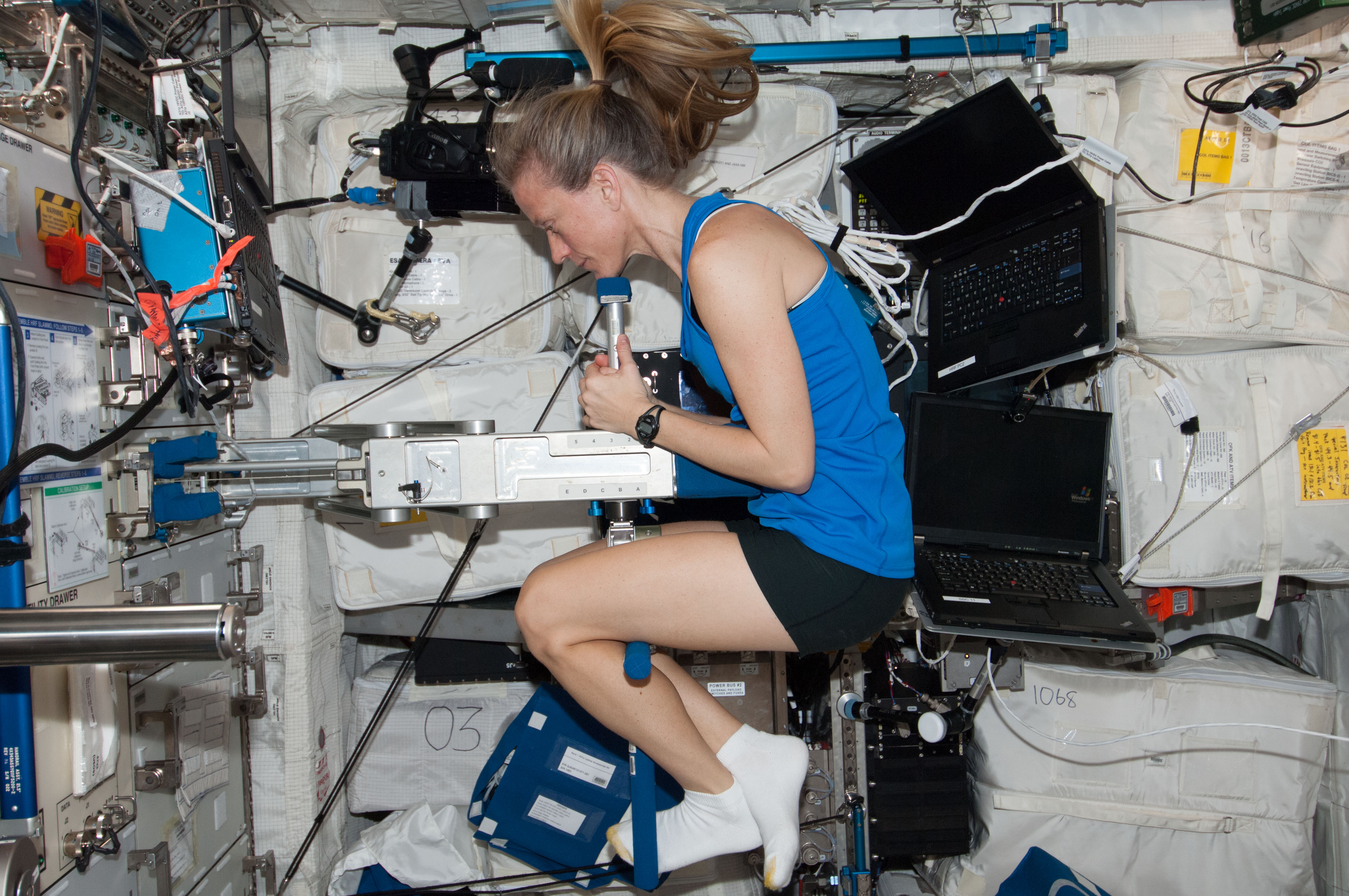
Karen Nyberg si "pesa" con il dispositivo SLAMMD durante l'Expedition 36

- Space Linear Acceleration Mass Measurement Device (SLAMMD), un dispositivo installato durante Expedition 11 per misurare la massa corporea degli astronauti in microgravità, applicando la seconda legge del moto di Newton ({\displaystyle \mathbf {F} =m\mathbf {a} }). Questo dispositivo può misurare una massa compresa tra 40 e 109 kg utilizzando la forza generata da due molle all'interno della sezione dello SLAMMD. Ogni molla è fissata a una camma, a sua volta fissata a un albero centrale con un volano montato sulla sua sommità. La camma è progettata in modo tale che, quando le molle vengono allungate per una certa distanza, venga applicata una forza costante all'albero centrale. Un cordino avvolto attorno al grande volano viene inserito attraverso una piccola fessura sul pannello frontale dello SLAMMD. Il cordino è agganciato al braccio di guida dello SLAMMD, dove il membro dell'equipaggio siede per la misurazione della massa corporea. Al braccio guida è fissato un supporto per le gambe attorno al quale il membro dell'equipaggio avvolge le proprie gambe, un cuscinetto addominale per aiutare ad allineare lo stomaco e un poggiatesta.[1]

## Lancio e spostamenti
L'HRF-1 venne lanciato a bordo del Multi-Purpose Logistics Module Leonardo nel marzo 2001 e installato nel modulo Destiny. Nell'ottobre 2008, dopo il lancio e l'installazione del modulo Columbus, sia HRF-1 che Human Research Facility 2 (HRF-2) vennero spostati in Columbus.
Inizialmente HRF-1 era equipaggiato con: l'ecografo, il Gas Analyzer System for Metabolic Analysis Physiology (GASMAP), il computer portatile, la workstation e le sezioni di raffreddamento. Durante Expedition 11 (2005), il GASMAP venne trasferito all'HRF-2, mentre il dispositivo SLAMMD fu spostato da HRF-2 a HRF-1. Successivamente, durante Expedition 13 (2006), la workstation originale fu sostituita con la Workstation 2.

## Galleria d'immagini

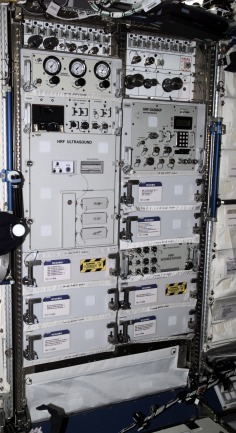
HRF-1 nel modulo Destiny durante l'Expedition 2